# Tim Erixon
Tim Carl Erixon, född 24 februari 1991 i Port Chester, New York, är en amerikansk-född svensk ishockeyback som spelar för Pittsburgh Penguins i National Hockey League (NHL). Han är son till den före detta ishockeyspelaren Jan Erixon och född i USA under faderns tioåriga NHL-sejour i New York Rangers.
Vid 14 års ålder debuterade Erixon för Skellefteå i J18 Allsvenskan och året efter, säsongen 2006/07, gjorde han debut i såväl J20 SuperElit som U16-landslaget där han snabbt kom att tillhöra förstafemman. Han var även en av fyra ordinarie 91:or som med J18-landslaget var med och vann Memorial of Ivan Hlinka i augusti 2007. Säsongen 2007/08 rymde alltifrån TV-puckspel till 28 matcher i J20 SuperElit (14 poäng, 78 utvisningsminuter) men mest uppmärksamhet fick han när han debuterade i elitserien 8 mars 2008 och med drygt 19 minuters speltid höll mållöst, 0-0, mot regerande mästarna Modo Hockey. Den 9 september 2008 skrev han på ett treårskontrakt med Skellefteå AIK och tog därmed steget upp i A-laget. Han blev emellertid inte uttagen till J18-VM. Erixon gjorde sitt första elitseriemål 18 september i premiären mot nykomlingarna Rögle BK. Skellefteå AIK vann med 5-4 efter förlängning.
Erixon blev i NHL-draften 2009 draftad som 23:e man totalt av Calgary Flames. Den 1 juni 2011 skrev Erixon på ett treårskontrakt för New York Rangers. 23 juli 2012 bytte New York Rangers bort Erixon tillsammans med Brandon Dubinsky och Artem Anisimov till Columbus Blue Jackets mot Rick Nash.

## Statistik
| 2007–2008                | Skellefteå AIK           | Elitserien               | 2   | 0  | 0  | 0   | 0  | —  | — | — | — | —  |
| 2008–2009                | Skellefteå AIK           | Elitserien               | 45  | 2  | 5  | 7   | 12 | 9  | 0 | 0 | 0 | 4  |
|                          | Malmö Redhawks           | HockeyAllsvenskan        | 3   | 0  | 2  | 2   | 0  | —  | — | — | — | —  |
| 2009–2010                | Skellefteå AIK           | Elitserien               | 45  | 7  | 6  | 13  | 44 | 12 | 1 | 0 | 1 | 8  |
| 2010–2011                | Skellefteå AIK           | Elitserien               | 48  | 5  | 19 | 24  | 40 | 18 | 3 | 5 | 8 | 12 |
| 2011–2012                | New York Rangers         | NHL                      | 18  | 0  | 2  | 2   | 8  | —  | — | — | — | —  |
|                          | Connecticut Whale        | AHL                      | 52  | 3  | 30 | 33  | 42 | 9  | 0 | 4 | 4 | 8  |
| 2012–2013                | Columbus Blue Jackets    | NHL                      | 31  | 0  | 5  | 5   | 14 | —  | — | — | — | —  |
|                          | Springfield Falcons      | AHL                      | 40  | 5  | 24 | 29  | 38 | —  | — | — | — | —  |
| 2013–2014                | Columbus Blue Jackets    | NHL                      | 2   | 0  | 0  | 0   | 2  | —  | — | — | — | —  |
|                          | Springfield Falcons      | AHL                      | 40  | 5  | 33 | 38  | 16 | 5  | 1 | 1 | 2 | 4  |
| 2014–2015                | Columbus Blue Jackets    | NHL                      | 19  | 1  | 5  | 6   | 4  | —  | — | — | — | —  |
|                          | Chicago Blackhawks       | NHL                      | 6   | 0  | 0  | 0   | 2  | —  | — | — | — | —  |
| NHL totalt               | NHL totalt               | NHL totalt               | 76  | 1  | 12 | 13  | 30 | —  | — | — | — | —  |
| AHL totalt               | AHL totalt               | AHL totalt               | 132 | 13 | 87 | 100 | 96 | 14 | 1 | 5 | 6 | 12 |
| Elitserien totalt        | Elitserien totalt        | Elitserien totalt        | 140 | 14 | 30 | 44  | 96 | 39 | 4 | 5 | 9 | 24 |
| HockeyAllsvenskan totalt | HockeyAllsvenskan totalt | HockeyAllsvenskan totalt | 3   | 0  | 2  | 2   | 0  | —  | — | — | — | —  |

## Meriter
- Deltagande i TV-pucken med Västerbotten 2007, 2008
- JVM Silver 2009
- JVM Brons 2010
- SM Silver 2011
- VM Silver 2011